# Barbellopsis trichophora
Barbellopsis trichophora är en bladmossart som beskrevs av William Russell Buck 1998. Barbellopsis trichophora ingår i släktet Barbellopsis och familjen Meteoriaceae. Inga underarter finns listade i Catalogue of Life.